# GP Denain 1991
De 33e editie van de wielerwedstrijd GP Denain werd gehouden op 31 maart 1991. De start en finish vonden plaats in Denain in het Franse Noorderdepartement. De winnaar was de Fransman Frédéric Moncassin, gevolgd door Martin Schalkers en Thierry Laurent.

## Uitslag
| GP Denain 1991 |                    |                   |      |
| Plaats         | Naam               | Ploeg             | tijd |
| Winnaar        | Frédéric Moncassin | Castorama-Raleigh |      |
| 2              | Martin Schalkers   | TVM-Sanyo         |      |
| 3              | Thierry Laurent    | RMO-Onet          |      |

1959 · 1960 · 1961 · 1962 · 1963 · 1964 · 1965 · 1966 · 1967 · 1968 · 1969 · 1970 · 1971 · 1972 · 1973 · 1974 · 1975 · 1976 · 1977 · 1978 · 1979 · 1980 · 1981 · 1982 · 1983 · 1984 · 1985 · 1986 · 1987 · 1988 · 1989 · 1990 · 1991 · 1992 · 1993 · 1994 · 1995 · 1996 · 1997 · 1998 · 1999 · 2000 · 2001 · 2002 · 2003 · 2004 · 2005 · 2006 · 2007 · 2008 · 2009 · 2010 · 2011 · 2012 · 2013 · 2014 · 2015 · 2016 · 2017 · 2018 · 2019 · 2020 · 2021 · 2022 · 2023 · 2024 · 2025